# Copa del món de Pitch and Putt 2006
La Copa del món de Pitch and Putt 2006 disputada a Teià (Catalunya) va ser la segona edició d'aquesta competició organitzada per la Federació Internacional de Pitch and Putt (FIPPA), i va comptar amb la participació de 13 seleccions nacionals. Catalunya va guanyar per segona vegada aquest campionat disputat entre el 21 i el 25 de març.

## Fase de qualificació
| Qualificació 2 rondes Strokeplay |     |
| Catalunya                        | 255 |
| Irlanda                          | 263 |
| Andorra                          | 277 |
| Països Baixos                    | 281 |
| França                           | 282 |
| Noruega                          | 285 |
| Gran Bretanya                    | 289 |
| Xile                             | 294 |
| San Marino                       | 299 |
| Itàlia                           | 299 |
| Suïssa                           | 307 |
| Dinamarca                        | 332 |
| Austràlia Meridional             | 357 |
| * 5 millors resultats dels 6     |     |

## Eliminatòries pel títol
| Quarts de final |               |         |
| Catalunya       | Xile          | 4-1     |
| Irlanda         | Gran Bretanya | 3-2     |
| Andorra         | Noruega       | 3-2     |
| Països Baixos   | França        | 3,5-1,5 |

| Semifinals    |               |         |
| Catalunya     | Països Baixos | 4-1     |
| Irlanda       | Andorra       | 2-3     |
| 5-8 llocs     |               |         |
| Xile          | França        | 0,5-4,5 |
| Gran Bretanya | Noruega       | 2-3     |

| Final         |               |         |
| Catalunya     | Andorra       | 3,5-1,5 |
| 3-4 llocs     |               |         |
| Irlanda       | Països Baixos | 4-1     |
| 5-6 llocs     |               |         |
| França        | Noruega       | 2-3     |
| 7-8 llocs     |               |         |
| Gran Bretanya | Xile          | 5-0     |

## Lligueta 9-13 llocs
| Lligueta 9-13 llocs  |     |   |   |   |   |     |      |
|                      | Pts | J | G | E | P | PF  | PC   |
| Suïssa               | 6   | 4 | 3 | 0 | 1 | 10  | 2    |
| Itàlia               | 6   | 4 | 3 | 0 | 1 | 8,5 | 3,5  |
| San Marino           | 6   | 4 | 3 | 0 | 1 | 7   | 5    |
| Dinamarca            | 2   | 4 | 1 | 0 | 3 | 4   | 8    |
| Austràlia Meridional | 0   | 4 | 0 | 0 | 4 | 0,5 | 11,5 |

| San Marino           | 3 - 0     | Austràlia Meridional |
| Itàlia               | 0 - 3     | Suïssa               |
| San Marino           | 2 - 1     | Dinamarca            |
| Suïssa               | 3 - 0     | Austràlia Meridional |
| Itàlia               | 2,5 - 0,5 | Austràlia Meridional |
| Suïssa               | 3 - 0     | Dinamarca            |
| Itàlia               | 3 - 0     | San Marino           |
| Austràlia Meridional | 0 - 3     | Dinamarca            |
| San Marino           | 2 - 1     | Suïssa               |
| Itàlia               | 3 - 0     | Dinamarca            |

## Classificació final
1. Catalunya
2. Andorra
3. Irlanda
4. Països Baixos
5. Noruega
6. França
7. Gran Bretanya
8. Xile
9. Suïssa
10. Itàlia
11. San Marino
12. Dinamarca
13. Austràlia Meridional